# Brandon Barnes

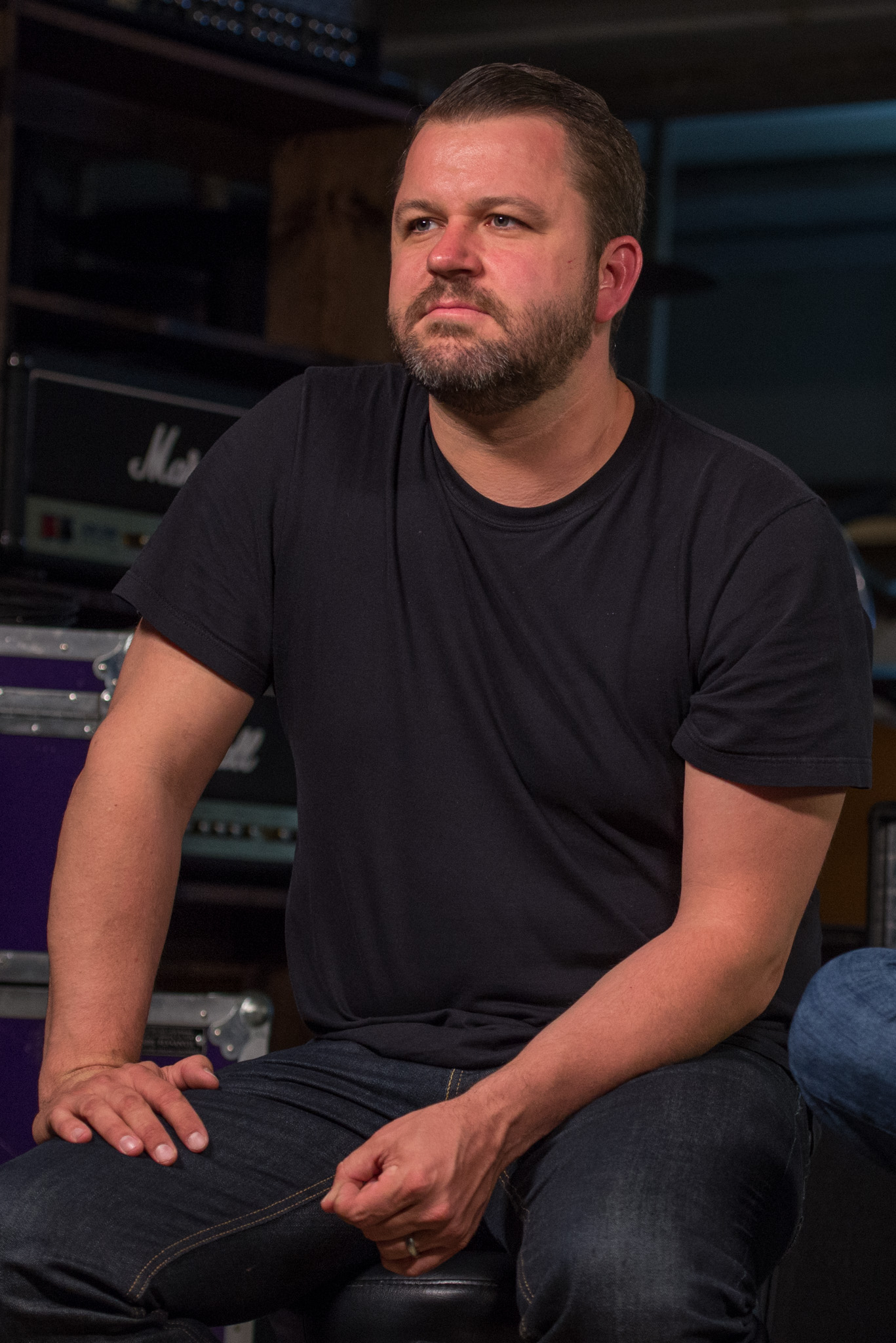
Brandon Barnes (2015)

Brandon Barnes (* 10. Oktober 1978 in Denver) ist ein US-amerikanischer Musiker und Schlagzeuger der Punk-Band Rise Against. Durch sein Engagement bei Rise Against erlangte er große Popularität. Seit dem Jahr 2000 hat er als Schlagzeuger an allen Alben mitgewirkt.

## Leben
Mit neun Jahren bekam Barnes sein erstes Schlagzeug von seinem Großvater, der Jazz-Musiker in Chicago war, geschenkt. Im Alter von zwölf bis 17 Jahren nahm er Musikunterricht für dieses Instrument. Zudem spielte er in einer Jazz-Band seiner High School. Später studierte er Musik an der University of Colorado, in der er ebenfalls im Musikprogramm spielte.
Im Jahr 1988 gründete Barnes die Band Pinhead Circus. Diese veröffentlichte zwei Alben, bevor sie sich im Jahr 2000 auflöste, kurz nachdem Barnes Schlagzeuger von Rise Against geworden war. Seitdem ist Barnes dauerhaft Mitglied bei Rise Against und spielte auf allen sieben LPs Schlagzeug.
Er lebt mit seiner Frau Tora, Tochter Stella und Sohn Liam in Morrison, Colorado.

## Stil
Barnes ist unter anderem für seine schnelle Spielweise bekannt, die charakteristisch für die Musik von Rise Against ist. Einige Beispiele dafür sind die Lieder Boy's no Good und Heaven Knows.